# Александрія (повість)

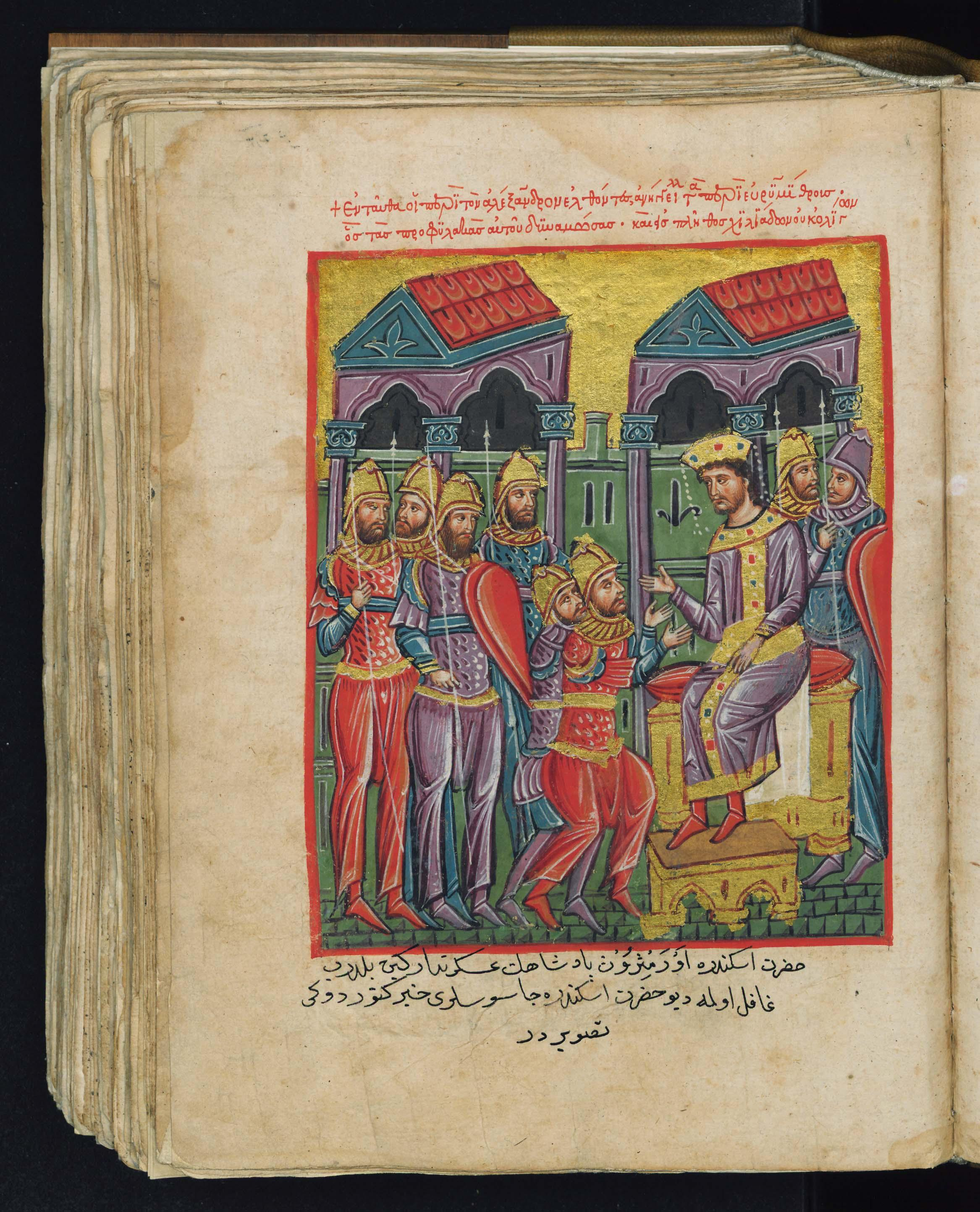
Пізньовізанійський ілюстрований манускрипт повісті

Александрі́я (грец. Άλεξάνδρου πράξεις) — легендарна повість (чи за іншими означеннями — роман) про життя й ратні подвиги Александра Македонського. Належить до найпопулярніших у світовій літературі. Помилково приписувалась Каллісфену.
Виникла грецькою мовою в 2—3 ст. н. е. Було багато варіантів та перекладів східними та західними мовами. У 11—12 століттях «Александрія» з'явилася на Русі і стала дуже популярною. Відома в українських перекладах 17—18 століть. Окремі образи й епізоди «Александрії» відображено в усній народній творчості й лубковій літературі.

## Сюжет
«Александрія» була не белетризованою біографією Александра Македонського, а скоріше пригодницьким романом про нього, що переказував чимало легенд про знаменитого полководця. Так, всупереч історії, Александр оголошується сином не македонського царя Філіппа, а нібито колишнього єгипетського царя і чарівника Нектанава, який увійшов до цариці Олімпіади під виглядом бога Амона. Народження Александра супроводжується небесними знаменнями. Отроком Александр утихомирює коня-людожера Букефала і робить його своїм бойовим конем.
Докладно розповідається в романі про війну Александра з перським царем Дарієм. І тут, поряд з описом реальних подій, привноситься легендарний елемент: так, розповідається, як Александр вирушає до Дарія під виглядом власного посла і, впізнаний, ледь уникає полону. Легендарна (утім, походить від Плутарха, Діодора та ін. джерел) розповідь про те, що умираючий від ран Дарій заповідає Александру свою державу і доручає його турботам свою родину. Не відповідає дійсності повідомлення «Александрії», що дружина Александра Роксана — дочка Дарія (насправді вона була дочкою бактрійського сатрапа).
Вигадано відвідування Александром цариці Кандакії, де герой, що також видавав себе за свого полководця, був впізнаний і врятувався лише завдяки заступництву цариці тощо. Особливо багато фантастичних подробиць у розповіді про похід Александра в невідомі землі на Сході: герой зустрічає там диких людей-гігантів, шестиногих і триголових звірів; військо Александра потрапляє до земель, де не світить сонце і з якої його виводять птахи, що розмовляють, з людськими обличчями. Згідно з «Александрією» Александр вмирає від отруєння змовниками, тоді як насправді цар помер від запалення легенів або тропічної малярії. Саме сполучення історичної значущості (йшлося про перемоги найбільшого полководця стародавнього світу і про катастрофу Перської держави) з белетристичною цікавістю здобуло «Александрії» почесне місце в складі хронографів і приваблювало широке коло цікавих читачів.

## Переклади

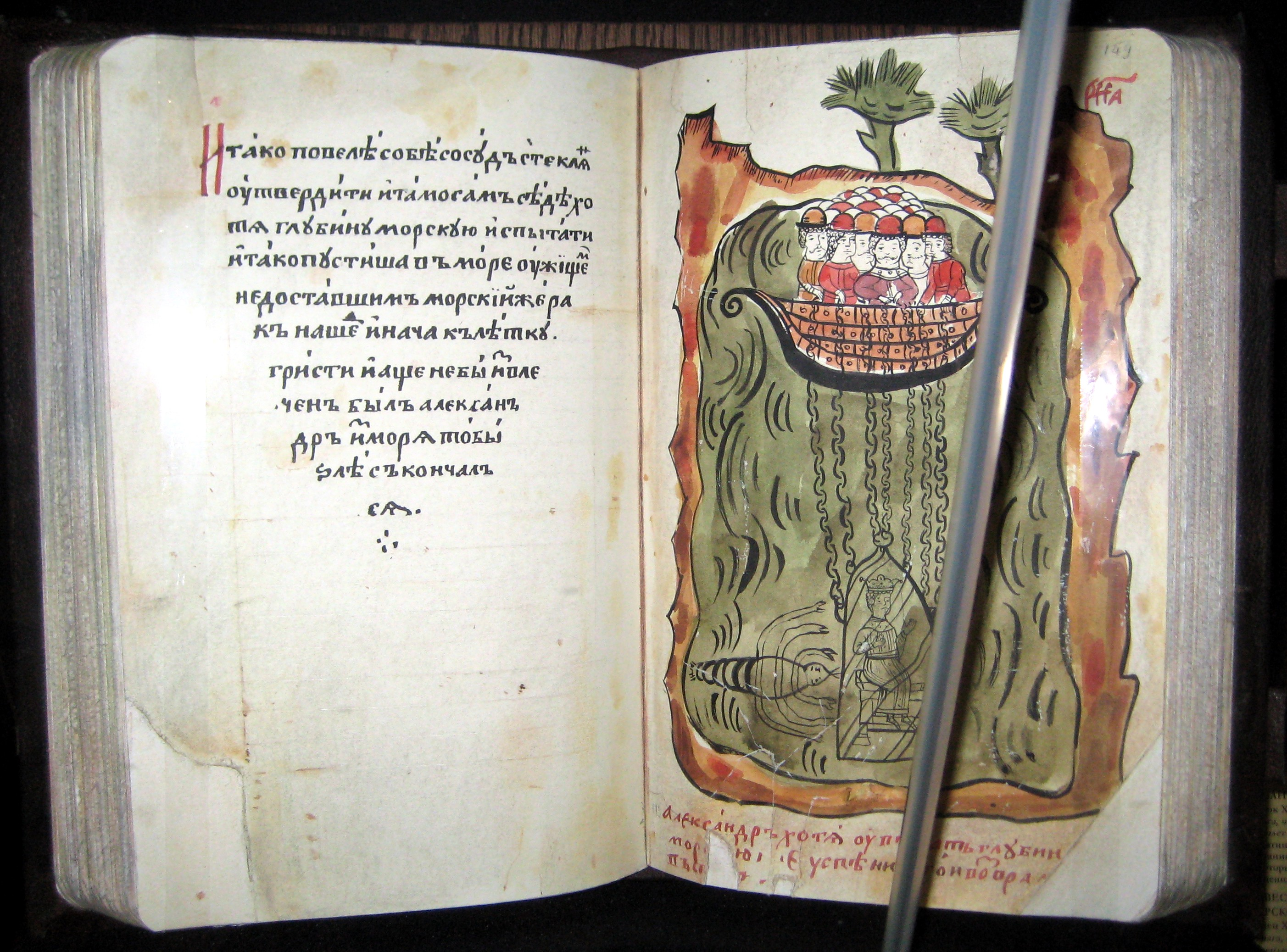
Сербська Александрія видання 12 століття

Роман поширювався у всіх середньовічних європейських літературах, був відомий і дуже популярний також і в Київській Русі, з 11 століття відомий переклад. Роман ще двічі перекладався з різних грецьких оригіналів, у XIII ст. роман був опрацьований у християнському дусі. Так звана Хронографічна Александрія була перекладена не пізніше середини XIII ст. і входила до складу різних хронографічних зведень: Літописця Еллінського і Римського, Троїцького, Архівського й Віленського хронографів.
Другий переклад «Александрії» стає відомим на Русі в другій половині 15 століття. Це так звана Сербська Александрія. Вона також походить від грецького роману, але на Русь потрапила через сербське посередництво. У Сербській Александрії більше фантастичних подробиць в описі подорожей Александра, інакше зображені відносини його з Роксаною, яка заколює себе над його труною. Якщо в Хронографічній Александрії читалася вставка з Хроніки Амартола, що повідомляє про відвідування Александром Єрусалима і його зустрічі з юдейським первосвящеником, то в новій редакції цей епізод розширений і Александр описується як прихильник єдинобожжя. На відміну від Хронографічної Сербська Александрія широко поширювалася в окремих списках, пік її популярності приходиться на XVII ст., коли виникають нові її переробки; існувала редакція, що доповнювала текст Сербської Александрії по Хронографічній.
В XVII і XVIII століттях зустрічаємо ряд списків Сербської Александрії, перекладених на тогочасну українську мову; в тексті цих списків є ряд скорочень сербської редакції; замість того в окремі епізоди внесено ряд подробиць, часто запозичених з побуту або літературних зразків переписувача-редактора. Менш поширеною в Україні та Білорусі була хорватська переробка італійської «Александрії», переклад якої була створена у XVI-XVII ст. «Александрія» мала значний вплив на описи військових подій у староукраїнській літературі, а також деякий вплив на народний епос.

## Видання
- Истрин В. М. Александрия русских хронографов — М., 1893
- Гаєвський С. Ю. Александрія в давній українській літературі. — К., 1929 (Пам'ятки мови та письменства давньої України. Т. III. Давня українська повість. Ч. 1).
- Александрия (фрагменты текста) / Подг. текста и перевод О. В. Творогова // Изборник (1969) — С. 236—279, 731—733
- Александрия. Роман об Александре Македонском по русской рукописи XV в. / Изд. подг. М. Н. Ботвинник, Я. С. Лурье и О. В. Творогов. — М.-Л., 1965.
- Александрія. Хрестоматія давньої української літератури О.Білецького. — К., 1967. [Архівовано 30 вересня 2007 у Wayback Machine.]
- Александрия / Подг. текста, перевод и комм. Е. И. Ванеевой // ПЛДР. Вторая половина XV века. — М., 1982. — С. 22—173, 585—593.